# ウイルス排出

インフルエンザウイルスのライフサイクル。
・侵入
・複製
・潜伏
・排出

ウイルス排出 (英: viral shedding)は、宿主細胞の感染中に複製が成功した後のウイルス子孫の圧出と放出のことである。複製が完了し、宿主細胞がウイルスの子孫を作るためのすべての資源を使い果たすと、ウイルスはいくつかの方法で細胞から離れ始めることがある。
この用語は、単一の細胞からの脱落、体のある部分から体の別の部分への排出、およびウイルスが他の体に感染する可能性のある環境への体からの排出を指すために使用される。

## 出芽経由

一般的なウイルスの出芽

細胞表層(英: cell envelope)を介した「出芽」(英: budding)、つまり細胞膜を借用してウイルス自身のウイルスエンベロープを作成することは、そもそもエンベロープを必要とするウイルスにとって最も効果的である。これらには、HIV、HSV、SARS、天然痘などのエンベロープ型ウイルスが含まれる。出芽プロセスが始まると、ウイルスのヌクレオカプシドは宿主細胞膜の特定の領域と協働する。この相互作用の間に、グリコシル化されたウイルスエンベロープタンパク質が細胞膜に挿入される。宿主細胞から正常に出芽するために、ウイルスのヌクレオカプシドは、エンベロープタンパク質の細胞質尾部と結合する必要がある。出芽はすぐに宿主細胞を破壊するわけではなく、この過程でゆっくりと細胞膜を使い果たして、最終的には細胞死につながる。これは、抗ウイルス反応がウイルスに感染した細胞を検出する方法でもある。出芽は、真核生物のウイルスについては最も広く研究されてきた。しかし、古細菌ドメインの原核生物に感染するウイルスも、このビリオン放出機序を利用していることが明らかになっている。 

## アポトーシス経由
動物細胞は、ウイルスの攻撃を受けたり、他の方法で損傷を受けると、自己破壊するようにプログラムされている。細胞にアポトーシス (英: apoptosis、能動的な細胞死) や細胞自殺を強制することにより、細胞外空間への子孫の放出が可能になる。しかしながら、アポトーシスは必ずしも細胞が単にはじけ開いて細胞外に内容物を流出させることにはならない。むしろ、アポトーシスは通常制御されており、死んだ細胞材料のアポトーシス体が細胞から凝集してマクロファージによって吸収される前に、細胞のゲノムが切り刻まれる。これは、ウイルスがマクロファージに侵入して感染するか、あるいは単に体内の他の組織に移動するための良い方法である。
このプロセスは主に非エンベロープ型ウイルスによって使用されるものだが、エンベロープ型ウイルスもこのプロセスを使用する場合がある。HIVは、マクロファージの感染のためにこのプロセスを利用するエンベロープ型ウイルスの一例である。

## エキソサイトーシス経由
ウイルスは、宿主細胞が破壊されないエキソサイトーシス(英: exocytosis、開口放出) を介して細胞から離れることもある。核膜やエンドソーム膜に由来するエンベロープを持つウイルスは、エキソサイトーシスを介して細胞から離れることがある。ウイルスの子孫は細胞内で合成され、宿主細胞の輸送システムを利用して小胞に封入される。ウイルスの子孫の小胞は細胞膜に運ばれ、その後、細胞外に放出される。これは主に非エンベロープ型ウイルスによって使用されるものであるが、エンベロープ型ウイルスもこれを示している。一例としては、エンベロープを持った水痘帯状疱疹ウイルスにおけるウイルス粒子受容体のリサイクルの使用がある。

## 接触感染性
ウイルス性疾患のある人は、ウイルスを排出していると感染性をもつ。したがって、感染者が時間の経過とともにウイルスを放出する速度は非常に重要である。HSV-2 (性器ヘルペスを生成する) のようなウイルスの中には、無症状でウイルスを排出するものがあり、このようなウイルスの排出中には発熱やその他の兆候がないため、人から人への感染は検出されずに広がる。ウイルス排出のもう一つの重要な要素は、感染者の年齢がウイルスを排出する期間に影響を与えるかどうかである。ミラノ大学では、新型パンデミックのウイルス排出が成人よりも青少年の方が長い期間に渡って起こるかどうかを調べるために、A/H1N1/2009インフルエンザウイルスの研究を行った。病院に通院する2日前に症状が現れ、15歳未満で、重篤な合併症に直面していない小児のみを研究対象とした。すべての陽性症例の身体検査と鼻咽頭のサンプルを採取した結果、ウイルス排出の長さ (日数) は年齢に対応していないと判断された。また、年齢の異なる子供たちの間には差がなかったため、ウイルス排出は年齢に関係していなかった。この状況での伝染性は最大15日間続く可能性があることから、ウイルス性疾患が局所的な人口の多くに感染した場合には、ウイルスの拡散を防ぐために適切な検疫予防措置をとる必要がある。